# Torpeda Mark 27 Cutie
Torpeda Mark 27 Cutie – amerykańska elektryczna torpeda samonaprowadzająca kalibru 483 mm z pasywnym naprowadzaniem akustycznym z czasów II wojny światowej, skonstruowana do zwalczania nawodnych okrętów eskorty. Mark 27 opracowana została w latach 1943–1944 przez Bell Labs na bazie lotniczej torpedy przeciwpodwodnej Mark 24 „Fido”. Około 1100 torped Mark 27 Mod 0, które pozostawały w służbie w latach 1944–1946, zostało wyprodukowanych przez Western Electric, jako odpalane z okrętów podwodnych torpedy do samoobrony przed okrętami ZOP.
W trakcie wojny podwodnej na Pacyfiku wystrzelono ogółem 106 torped tego typu przeciwko japońskim okrętom eskorty, z których 33 trafiły w cel, zatapiając 24 jednostki oraz uszkadzając 9 kolejnych. Po zakończeniu działań wojennych na Pacyfiku, Ordnance Research Laboratory uniwersytetu stanowego Pensylwanii opracowało modyfikację Mod 4 przeznaczoną do zwalczania zanurzonych okrętów podwodnych, która w liczbie około 3000 sztuk pozostawała w służbie w latach 1949–1960.

## Rozwój projektu
Zakończony sukcesem proces rozwojowy lotniczej samonaprowadzającej się na źródło sygnału akustycznego torpedy przeciwpodwodnej Mark 24 wywołał zainteresowanie marynarki amerykańskiej zaadaptowaniem jej systemu naprowadzania dla potrzeb nowej torpedy okrętów podwodnych służącej zwalczaniu nawodnych jednostek eskorty. Nowa torpeda pełnić więc miała w United States Navy rolę, jaką w marynarce niemieckiej pełniła torpeda G7e. Idea tego typu torpedy wypłynęła po raz pierwszy na konferencji w Wydziału 6 National Defense Research Committee (NDRC) – pod przewodnictwem dr Johna Tate’a, fizyka z Uniwersytetu Minnesoty. W trakcie tej konferencji, NDRC otrzymała zadanie rozpatrzenia możliwych modyfikacji torpedy Mk 24 w celu umożliwienia jej użycia z okrętów podwodnych przeciwko małym okrętom nawodnym. Początkowo rozważano możliwość wystrzeliwania torpedy z wyrzutni za pomocą sprężonego powietrza, marynarka jednak szybko zdecydowała, że z taktycznego punktu widzenia, preferowanym rozwiązaniem byłoby samodzielne wypływanie torpedy z wyrzutni torpedowej. Rozprężające się skompresowane powietrze wydostając się na powierzchnię w widoczny sposób zdradzałoby bowiem pozycję zanurzonego okrętu podwodnego.
Głównym celem nowej broni miały być niewielkie jednostki, często przebudowane sampany, które ścigały amerykańskie okręty podwodne, od 1943 roku coraz częściej operujące na płytkich wodach przybrzeżnych. Jednostki te miały zbyt małe zanurzenie i zwykłe torpedy najczęściej przechodziły bezskutecznie pod ich dnem. W trakcie konferencji NDRC otrzymała zadanie rozpatrzenia możliwych modyfikacji torpedy Mk 24 w celu umożliwienia jej użycia z okrętów podwodnych przeciwko takim ścigaczom.
Po podjęciu decyzji o opracowaniu nowej torpedy, jej konstrukcja została powierzona przedsiębiorstwu telekomunikacyjnemu Bell Laboratories, która w ciągu niecałego miesiąca zmodyfikowała torpedę Mk 24 w prototyp, który został z sukcesem wystrzelony z wyrzutni torpedowej, wypływając za pomocą własnego silnika z wyrzutni umieszczonej na barce testowej. Nowa torpeda o nazwie kodowej „Cutie” została oznaczona jako Mark 27 (Mk 27). Kontrakt na produkcję Mk 27 został podpisany z przedsiębiorstwem Western Electric, które między lipcem 1944 a kwietniem 1945 roku dostarczyło marynarce 1100 sztuk torped tego typu.
W roku 1948, w odpowiedzi na budzące niepokój raporty wywiadu o intensywnym rozwoju radzieckiej floty podwodnej, marynarka amerykańska zleciła należącemu do uniwersytetu stanowego Pensylwanii (Penn State) Ordnance Research Laboratory przyśpieszenie prac nad kolejną modyfikacją torpedy Mark 27 oznaczoną jako Mod 4. W efekcie tego programu powstać miała pierwsza amerykańska torpeda okrętów podwodnych dedykowana zwalczaniu innych zanurzonych jednostek (przy czym zachowała ona także rolę pocisku przeciw okrętom nawodnym). Jeszcze jednak przed zakończeniem programu konstrukcyjnego tej modyfikacji, Biuro Uzbrojenia Biura Okrętów zdawało sobie sprawę z ograniczeń tej konstrukcji. Wprawdzie wynosząca zaledwie 16 węzłów maksymalna prędkość tego modelu miała zaletę skrytości działania, jednak prędkość ta ograniczała jej zastosowanie jedynie do zwalczania celów płynących nie szybciej niż 14 węzłów. Stosunkowo prosta i nie najnowsza już konstrukcja układu naprowadzania była przy tym wrażliwa na wystrzeliwane z okrętu stanowiącego cel pozoratory i inne fałszywe źródła dźwięku. Toteż już w 1946 roku Penn State wraz z Westinghouse podjęły współpracę prowadzącą do rozwoju konstrukcji nowej torpedy Mark 37, której opracowanie w 1956 roku zakończyło rozwój Mark 27. Niemniej w międzyczasie torpeda Mk27 Mod 4 została przyjęta do uzbrojenia jako broń przejściowa, do czasu dopracowania nowszych konstrukcji. W latach 1946–1954 American Kitchens Division AVCO Corp., z Connersville, i Naval Ordnance Plant w Forest Park dostarczyły marynarce ok. 3000 sztuk.
Torpeda w modelu Mod 4 podległa dalszym modyfikacjom przez dodanie bębna kabla i urządzeń związanych ze sterowaniem przewodowym, jak również modyfikacjom systemu napędowego, jednak powstała w wyniku tego programu konstrukcja została już oznaczona Mark 39.

## Konstrukcja
Oryginalna torpeda Mk 27 Mod 0 była zmodyfikowaną torpedą Mk 24 o średnicy 483 mm (19 cali) i zwiększonej długości korpusu. Na kadłubie dodano jednocalowe drewniane listwy, by dopasować ją do standardowej wyrzutni kalibru 533 milimetrów (21 cali). Celem zwiększenia bezpieczeństwa jej używania z pokładu okrętu podwodnego, zmieniono położenie urządzenia odbezpieczającego, przenosząc je ze szczytu torpedy i umiejscawiając u podstawy pocisku. Zainstalowano w niej szereg urządzeń kontrolujących uzbrajanie się torpedy, oraz wprowadzono wymagane dla samodzielnego wypływania uruchamianie silnika przed startem. Torpeda Mark 27 Mod 0 miała jedną śrubę, napędzaną przez silnik elektryczny zasilany energią z umieszczonej w kadłubie dużej baterii elektrycznej (akumulatora). Przy całkowitej długości 228 centymetrów (90 cali) oraz masie 327 kilogramów (720 funtów), zdolna była do osiągnięcia maksymalnej prędkości 12 węzłów i utrzymania jej na dystansie do 5000 jardów (4570 m).
Torpeda Mk 27 Mod 0 wyposażona była w głowicę elaborowaną HBX, o nieco większej masie od głowicy Mk 24, wynoszącej w przypadku Cutie 43 kilogramy, z zapalnikiem kontaktowym Mark 11 Mod 2. Podobnie jak w przypadku torpedy Fido, naprowadzanie na cel zapewniał układ czterech symetrycznie rozmieszczonych wzdłuż obwodu sekcji środkowej pasywnych hydrofonów, skierowanych w prawo, lewo, w górę oraz w dół pocisku, co zapewniało pokrycie sensorami każdego kierunku, z którego mógł dobiegać dźwięk, przy jednoczesnym umożliwieniu porównania sygnału z prawego i lewego hydrofonu, celem odchylenia płaszczyzn sterowych właściwego dla pozycji celu względem torpedy. Układ kontroli torpedy sterował ruchem płaszczyzn sterowych proporcjonalnie do różnicy między siłami sygnałów akustycznych dobiegających do prawego i lewego hydrofonu. Podobnie jak w przypadku torped Fido, było to radykalne odejście od prostego sterowania żyroskopowego dotychczasowych torped, w których płaszczyzny sterowe odchylane były maksymalnie w prawo bądź maksymalnie w lewo. Zmiana bezpiecznika torpedy uniemożliwiała jej atakowanie celów poniżej poziomu zanurzenia jednostek nawodnych – w przeciwieństwie do torped Mark 24, którym bezpiecznik uniemożliwiał atakowanie celów na głębokości mniejszej niż 30 stóp (9 m). Uniemożliwiało to atak torpedy Mk 27 na okręt macierzysty.
Dzięki zastosowaniu swobodnego wypływu torpedy z wyrzutni, wyeliminowano hałas towarzyszący pneumatycznemu wyrzutowi torpedy z wyrzutni. Dzięki temu rozwiązaniu okręt mógł ze znacznej głębokości w skryty sposób wystrzelić torpedę, która po osiągnięciu głębokości ok. 12 metrów, włączała swój oparty na pasywnym przeszukiwaniu środowiska akustycznego układ naprowadzania.
Późniejsze wersje torpedy były dłuższe i cięższe. Mod 3 miała długość nieco ponad 10 stóp (3 metry), była też szybsza i przenosiła głowicę o masie 200 funtów (90 kg). Mod 3 wyposażona została w żyroskop kierujący torpedą podczas ruchu pocisku na wprost, przed rozpoczęciem akustycznego przeszukiwania środowiska wodnego. Przed końcem wojny zdołano jednak wykonać jedynie sześć sztuk torped tej wersji.
Przeznaczona do zwalczania zanurzonych okrętów podwodnych Mod 4 miała identyczną średnicę, przy długości 125,75 in (319,4 cm) ważyła jednak 1175 funtów (533 kg), jej wypełniona HBX głowica bojowa zaś miała masę 128 funtów (58 kg).

## Użycie
Pierwsze Mark 27 zostały przekazane amerykańskiej flocie podwodnej w lecie 1944 roku. Początkowo trapiły je częste awarie, późniejsze egzemplarze produkcyjne funkcjonowały lepiej. Pierwszą jednostką, której oficjalnie uznano zatopienie wrogiej jednostki przy pomocy torpedy Mk 27 był USS „Sea Owl” (SS-405) – okręt podwodny typu Balao, który 11 grudnia 1944 roku za pomocą pojedynczej torpedy zatopił 135-tonowy japoński okręt patrolowy na Morzu Żółtym. Do końca wojny jednak wystrzelono już tylko 106 torped tego typu przeciwko wrogim okrętom eskorty, z których 33 trafiły w cel, zatapiając 24 jednostki oraz uszkadzając 9 kolejnych. Dawało to 31-procentowy wskaźnik sukcesu, zbliżony do odpowiedniego wskaźnika amerykańskich torped konwencjonalnych. Torpeda była nieefektywna przeciw celom płynącym szybciej niż 8,5 węzła, z drugiej zaś strony okazała się skuteczna także przeciw większym jednostkom – ponieważ jej system naprowadzania kierował ją bezpośrednio na śruby okrętu, które mogła zniszczyć lub uszkodzić nawet niewielka głowica „Cutie”. Unieruchomioną jednostkę można było potem dobić zwyczajną, ciężką torpedą. Ponadto Mark 27 od początku projektowana była jako broń, która uszkadzając wrogą jednostkę zmuszała ją do przerwania ataku na okręt podwodny („mission killer”), a nie jako pocisk do zatapiania okrętów („ship killer”).
Wobec powojennej zmiany statusu Związku Radzieckiego z sojusznika na zimnowojennego przeciwnika, w 1949 roku do służby weszły przeznaczone do zwalczania radzieckich okrętów podwodnych torpedy Mk 27 w najnowszej odmianie Mod 4. Mod 4 była pierwszą amerykańską torpedą konstrukcyjnie przeznaczoną dla okrętów podwodnych celem zwalczania innych zanurzonych jednostek tej klasy. Mimo niedoskonałości tej konstrukcji, wykorzystywano ją operacyjnie aż do roku 1960.